# Malix
Malix es una antigua comuna suiza del cantón de los Grisones, situada en el distrito de Plessur, círculo de Churwalden, actualmente parte de la comuna de Churwalden. Limitaba al norte con la comuna de Coira, al este y sur con Churwalden, y al occidente con Tomils y Domat/Ems.
La antigua comuna fue anexada junto con Parpan a la comuna de Churwalden el 1 de enero de 2010.